# Cyananthus dolichosceles
Cyananthus dolichosceles là loài thực vật có hoa trong họ Hoa chuông. Loài này được Marquand mô tả khoa học đầu tiên năm 1924.